# Viktor Aronovič Duvidov
Viktor Aronovič Duvidov (rusky Виктор Аронович Дувидов; 8. července 1932 Španělsko – 21. února 2000 Moskva) byl ruský grafik, malíř a ilustrátor knih španělského původu.

## Život
Rodiče, španělští antifašisté, zemřeli během španělské občanské války. Viktor byl převezen do Sovětského svazu a od roku 1937 byl vychováván v rodině moskevských lékařů Arona a Eleny Duvidovových. Příjmení převzal od adoptivních rodičů.
V letech 1941 až 1943 byl evakuován v Gorkovském regionu. V letech 1944 až 1950 studoval na dětské umělecké škole v moskevském krasnopresnenském okrese. V roce 1955 promoval na fakultě umělecko-technického designu tištěných materiálů Moskevského polygrafického institutu.
Od konce 50. let byl ilustrátorem dětských knih. Spolupracoval na více než 200 publikacích.
V roce 2000 byl zavražděn a je pohřben na Donském hřbitově.